# Pierre Womé
Pierre Nlend Womé (* 26. März 1979 in Duala, Kamerun) ist ein ehemaliger kamerunischer Fußballspieler. Der Außenverteidiger ist ein Linksfuß. Womé spielte in den Top-Ligen Italiens, Spaniens, Englands und Deutschlands.

## Karriere

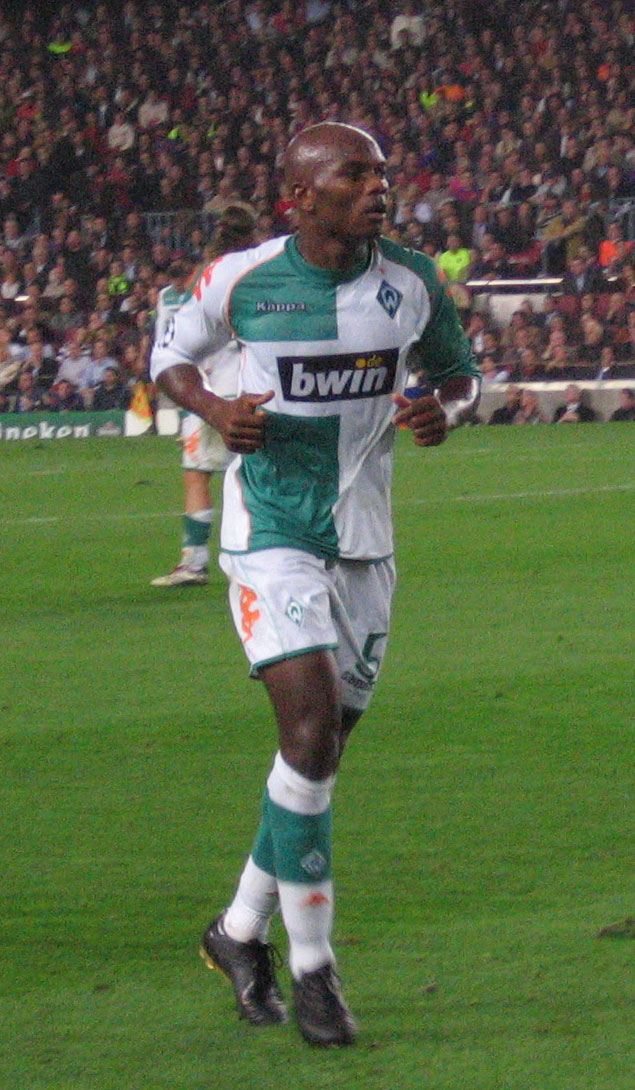
Pierre Womé

### Verein
Womé begann seine Karriere in seiner Heimat bei Canon Yaoundé und wechselte zur Saison 1996/97 erstmals ins Ausland zu Vicenza Calcio in die italienische Serie A. Seinen Durchbruch schaffte er zwei Jahre später beim AS Rom. Da er bei Rom aber kaum zum Einsatz kam, wechselte er zum Ligakonkurrenten FC Bologna, wo er in der Folge während drei Spielzeiten regelmäßig eingesetzt wurde. Zur Saison 2002/03 wurde Womé vom FC Fulham unter Vertrag genommen und wechselte in die englische Premier League. Nach einer Saison in England wurde er zur Saison 2003/04 von Espanyol Barcelona nach Spanien geholt, wo er zum Stammspieler avancierte. Jedoch kehrte er bereits am Ende der Saison in die italienische Serie A zu Brescia Calcio zurück. Da Brescia am Ende der Saison 2004/05 abstieg, wechselte Womé zu Inter Mailand, wo er in Ligaspielen über den Status eines Ergänzungsspielers nicht hinauskam, jedoch in der Champions League regelmäßig zum Einsatz kam.
Zur Saison 2006/07 wechselte Womé in die deutsche Bundesliga zu Werder Bremen. Dort gab er sein Debüt am 13. August 2006 (1. Spieltag) beim 4:2-Auswärtssieg in Hannover, als er von Trainer Thomas Schaaf für die Startelf nominiert wurde. Im Laufe der Saison entwickelte sich Womé zum Leistungsträger bei Werder.
Im Herbst 2007 kam es jedoch zum öffentlichen Eklat mit der Medizinabteilung des Vereins. Womé hatte sich öffentlich abfällig über den Mannschaftsarzt geäußert. Seitdem stand er nicht mehr im Kader. Nach seiner hartnäckigen Verletzung trainierte Womé Mitte April 2008 erstmals wieder mit der Mannschaft, kam aber in den verbleibenden Saisonspielen nicht mehr zum Einsatz. Am 28. Mai 2008 unterschrieb Womé einen Zweijahresvertrag (mit Option auf ein weiteres Jahr) beim 1. FC Köln und stand dem Verein ab der Saison 2008/09 zur Verfügung. Zum Ende der Saison 2009/10 wurde bekannt gegeben, dass der 1. FC Köln den zum Saisonende auslaufenden Vertrag nicht verlängern wird. Im November 2011 unterschrieb er in der Championnat d’Elite bei FC Sapins in Gabun einen Vertrag. Im August 2012 kündigte er seinen Vertrag mit Cotonsport und wechselte zu seinem Jugendverein Canon Yaoundé. Ende 2013 ließ er seine Karriere in der 2. Liga Kameruns bei UMS de Loum ausklingen. 2014 zog es ihn nach Frankreich – hauptsächlich, um dort die Trainerausbildung zu absolvieren –, wo er sich dem in der Nähe seines Wohnortes Persan spielenden Drittligaaufsteiger FC Chambly anschloss. Im Sommer 2015 schloss er sich dem ebenfalls französischen Verein US Roye an, wo er im Sommer 2016 seine Karriere beendete.

### Nationalmannschaft
Womé bestritt 67 Länderspiele mit der kamerunischen Fußballnationalmannschaft und nahm an den Weltmeisterschaften 1998 und 2002 teil. 2002 gewann er auch mit seinem Nationalteam den Titel bei der Afrikameisterschaft und wurde bei den Olympischen Spielen 2000 in Sydney Olympiasieger.
2005 trat Womé aus der Nationalmannschaft zurück, nachdem er im letzten Spiel zur Qualifikation für die Weltmeisterschaft 2006 gegen Ägypten kurz vor Spielende einen entscheidenden Elfmeter vergeben hatte und daraufhin teils gewalttätigen Angriffen wütender Landsleute ausgesetzt gewesen war.

## Karriere als Manager
Nach seinem Karriereende wurde Womé im März 2017 als Sportdirektor von Canon Yaoundé vorgestellt.

## Titel und Erfolge
- Italienische Meisterschaft: 2005/06 1
- Italienischer Pokal: 2005/06
- DFL-Ligapokal-Sieger 2006 mit Werder Bremen